# Kuwasen
Kuwasen is een bestuurslaag in het regentschap Jepara van de provincie Midden-Java, Indonesië. Kuwasen telt 4941 inwoners (volkstelling 2010).